# Simanosor (Padang Bolak)
Simanosor is een bestuurslaag in het regentschap Padang Lawas Utara van de provincie Noord-Sumatra, Indonesië. Simanosor telt 255 inwoners (volkstelling 2010).